# حسين ضاهر
حسين خليل ضاهر (15 مارس 1977) هو لاعب كرة قدم لبناني سابق لعب كمدافع.

## مهنة النادي
التحق بفريق الشباب لنادي النجمة في 14 كانون الثاني 1994. وانضم إلى فريق الخيول الذي ينافس في الدرجة الثانية عام 2008.

## الإنجازات
فردي
- فريق الموسم في الدوري اللبناني الممتاز: 1999-2000،[4] 2003–04.[5]

## روابط خارجية
- حسين ضاهر على موقع قاعدة بيانات كرة القدم.إي يو (الإنجليزية)
- حسين ضاهر على موقع ناشيونال فوتبول تيمز (الإنجليزية)
- حسين ضاهر على موقع كووورة
- حسين ضاهر على موقع GSA (الإنجليزية)